# 11887 Echemmon
11887 Echemmon (1990 TV12) là một thiên thạch Trojan được phát hiện vào ngày 14 tháng 10 năm 1990 bởi F. Borngen và L. D. Schmadel tại Tautenburg.

## Link ngoài
- JPL Small-Body Database Browser on 11887 Echemmon